# Quatmannsburg
Die Quatmannsburg ist eine früh- bis hochmittelalterliche Wallburg im Ortsteil Elsten der Gemeinde Cappeln (Oldenburg) im niedersächsischen Landkreis Cloppenburg. Die Bezeichnung Quatmannsburg geht auf die heutigen Grundstückseigentümer zurück. Der ursprüngliche Name lautete schlicht „Burg“. Die gesamte Anlage ist als Bodendenkmal geschützt. Sie liegt im Landschaftsschutzgebiet Calhorner Mühlenbach.

## Lage
Die Quatmannsburg liegt auf einer breiten Geestzunge, die im Westen und Norden vom Calhorner Mühlenbach umflossen wird. Der Hauptteil der Burg wird durch einen Rundwall von 90 bis 100 m Durchmesser gebildet. Dieser Wall ist bis zu 2,0 m hoch und bis zu 22 m breit. Der ursprüngliche Eingang lag im Nordwesten. Dort und im Norden stellen zwei Annexwälle den Anschluss zur Bachniederung her.
Ein etwa 10,0 m breiter und 0,5 m tiefer Graben liegt vor den Annexwällen und dem Burgwall im Süden und Osten. Nördlich und westlich des Hauptwalles fehlt im Schutze der Annexwälle ein Graben. Ein bogenförmiger Außenwall von 600 m Länge mit Graben verläuft in 50 bis 150 m Abstand von der Hauptburg. Zwischen 1903 und 1905 wurde er weitgehend eingeebnet.

## Geschichte
Schriftliche Dokumente über die Zeit und die Hintergründe der Entstehung der Quatmannsburg sind nicht bekannt, und systematische Grabungen haben bislang nicht stattgefunden. Bei mehr oder weniger zufälligen Grabungen wurde eine Pfostengrube am Tor der Hauptburg gefunden. Ansonsten fand man Keramik des 11. und 12. Jahrhunderts in der Nähe des nördlichen Annexwalles.  100 m nördlich der Brücke über die Bachniederung wurden westlich der Burg Reste einer Mühle aus der Zeit um 1580 gefunden.
Als Bauherren kommen vor allem die mächtigen Adelsfamilien des Mittelalters in Frage, z. B. die Grafen von Ravensberg-Calvelage oder ihre Vorläufer.

## Funktion im Netz anderer Wallburgen
Im norddeutschen Flachland kommen zwei Arten von früh- bzw. hochmittelalterlichen Burgen vor, eine größere und eine kleinere. Die kleinere Art ist in fast zwanzig Exemplaren vertreten. Laut einer Einschätzung des Archäologen Bernhard Uhl aus Halle an der Saale von 1908 schützten die Quatmannsburg und die Hünenburg Stöttinghausen bei Twistringen jeweils denselben Verkehrsweg, nämlich den Folkweg und seine Fortsetzung nach Westen (den Reuterweg und den Herzog-Erich-Weg), die die mittlere Ems mit der mittleren Weser verbanden. Allerdings liegt nicht diese Altstraße in unmittelbarer Nähe der Quatmannsburg, sondern eine auf sie zulaufende, in Nord-Süd-Richtung verlaufende Altstraße, die Warnstedt mit Essen verbindet. Die genannten Burgen besetzten die wichtigsten Stellen um die zentral zwischen ihnen liegende Arkeburg herum, sie gleichen etwa den Warten des späteren Mittelalters, die die Städte zu ihrem und ihres Gebietes Schutz unter Umständen in beträchtlicher Entfernung um sich herum an den Hauptverkehrsstraßen anlegten.